# For the Love of God
For the Love of God er en skulptur skabt i 2007 af den engelske kunstner Damien Hirst. Den består af en platinafstøbning af et menneskekranie fra det 18. århundrede indlagt med 8.601 fejlfrie diamanter, herunder en stor pæreformet, lyserød diamant placeret midt i kraniets pande. Denne diamant har fået navnet Skull Star Diamond efter skulpturen. Kraniets tænder er fra det oprindelige kranie, som Hirst købte i London. Skulpturen er en Memento mori eller en påmindelse om beskuerens dødelighed.
I 2017 beskrev kunsthistoriker Rudi Fuchs værket som "uden for denne verden, himmelsk næsten. Den påkalder sig sejr over forfald. På samme tid repræsenterer den døden som noget uendeligt mere uundgåeligt. Sammenlignet med den grådkvalte sørgmodighed i en vanitas-scene er diamantkraniet glorværdighed i sig selv." Værket blev udstillet første gang på White Cube-galleriet i London på udstillingen Beyond Belief. Værket kostede £12 millioner at skabe og havde en udbudspris på £50 millioner. Denne pris skal have været den højeste pris nogensinde betalt for et enkelt kunstværk af en nulevende kunstner. I januar 2022 sagde Hirst, at han stadig var medejer af skulpturen, og at den blev opbevaret i London.

## Produktion
Grundlaget for værket er et menneskekranie købt i en butik i Islington. Det menes at have været en 35-årig europæer, der levede mellem 1720 og 1810. Værkets titel er efter sigende inspireret af Hirsts mor, som på et tidspunkt skulle have spurgt: "For the love of God, what are you going to do next?"
Skulpturen består af en platinafstøbning over hele kraniet, som er pavé-indlagt med 8.601 fejlfrie diamanter med en total vægt på 1.106,18 karat (221,236 gram) med en stor, pink diamant placeret som midtpunkt i kraniets pande. Kraniet er udformet af Jack du Rose og produceret af Picadilly-juvelererne Bentley & Skinner. Alle diamanter siges at være etisk fremskaffet.
Hirst har selv sagt, at idéen til skulpturen kom fra et aztekisk turkiskranie udstillet på British Museum. John LeKay, en af Hirsts venner fra begyndelsen af 1990'erne, har imidlertid sagt, at værket er baseret på et kranie dækket af krystaller, som LeKay lavede i 1993. LeKay har sagt: "Da jeg hørte, han lavede det, følte jeg det som et slag i maven. Da jeg så billedet online, følte jeg, at en del af mig var i det værk. Jeg var en smule chokeret."

## Udstilling
Den 7. juni 2007 blev For the Love of God under stor sikkerhedsbevågning udstillet i en oplyst glasmontre i et ellers mørklagt rum på den øverste etage i White Cube-galleriet i St James's, London,. Der blev skrevet den 11. juni 2007, at George Michael og hans partner Kenny Gross var interesserede i at købe værket for £50 millioner.
I løbet af november–december i 2008 udstillede Hirst diamantkraniet på det historiske Rijksmuseum i Amsterdam, Holland, under stor offentlig debat. Værket skulle udstilles sammen med en udstilling af værker fra museets samling, som blev valgt og kurateret af af Hirst. Ifølge Wim Pijbes, museets direktør, var der ingen kontroverser blandt bestyrelsesmedlemmerne. Han forklarerede, at udstillingen "ville tiltrække mennesker - og give et nyt aspekt til Rijksmuseums image også. Det booster vores image. Selvfølgelig har vi også de gamle mestre, men vi er ikke en "institution af i går". Vi her for nutiden. Og Damien Hirst viser det på en meget stærk måde." En belgisk journalist beskrev som svar, hvordan installationen af diamantkraniet på Rijksmuseum var "et intentionelt meget kontroversielt projekt".
For the Love of God var også udstillet på Palazzo Vecchio i Firenze og Tate Modern i London mellem 4. april og 25. juni 2012.
Værket blev udstillet på Hirsts første soloudstilling i Mellemøsten i Doha, Qatar, fra den 10. oktober 2012 til 22. januar 2014.
Mellem den 16. september og 15. november 2015 blev diamantkraniet udstillet på Astrup Fearnley Museet i Oslo, Norge.

## Salg
Hirst har sagt, at værket den 30. august 2007 blev solgt for £50 millioner til en anonymt konsortium. Hirst hævdede, at han havde solgt den for den fulde udbudspris, i kontanter, og derved uden mulighed for at spore købet. Konsortiet, der købte værket, omfattede Hirst selv.
I februarudgaven af Times Magazine i 2012 uddybede Hirst, i sit "10 Questions"-interview: "Til sidst dækkede jeg min produktion og få andre udgifter ved at sælge en tredjedel af værket til en investeringsgruppe, der er anonym."
I januar 2022 sagde Hirst, at skulpturen stadig var ejet af ham sammen med White Cube-galleriet og en gruppe anonyme investorer, og at den blev opbevaret i en bankboks i Hatton Garden, London. Dette blev forstået af Artnet som, at salget i 2007 aldrig var sket.

## Medieomtale og kritik
Mediedækningen af "salget" af diamantkraniet var omfattende og ledte flere til at stille spørgsmål til omfanget af medieomtalen af salget var en slags mediekunst, især fordi, der stadig bliver sat spørgsmålstegn ved omtalen af "salget" . Dette blev yderligere understøttet af den performative natur af Sotheby's udstilling og auktion af Hirsts kunstværker det følgende år.
I en artikel i The Guardian skrev Germaine Greer: "Damien Hirst er et brand, fordi kunstformen i det 21. århundrede er marketing. At udvikle så stærkt et brand på så iøjnefaldende et rationale er meget kreativt - endda revolutionerende."
Richard Dorment, kunstkritiker hos The Daily Telegraph, skrev: "Hvis nogen andre end Hirst havde lavet dette kuriøse objekt, ville vi blive ramt af en følelse af vulgaritet. Det ligner noget som Asprey eller Harrods ville sælge til godtroende besøgende fra oliestater med ubegrænsede mængder penge at bruge, uden smag eller kendskab til kunst. Jeg kan forestille mig skulpturen befinde sig i et venteværelse hos an afrikansk diktator eller en colombiansk narkobaron. Men det var ikke bare en eller anden, der lavede det - Hirst gjorde. Med den viden ser vi på værket på en anden måde og indser at på den mest brutale, direkte måde stiller For the Love of God spørgsmålstegn ved noget omkring moraliteten i kunst og penge."
Ralph Rugoff fra Hayward Gallery i London kritiserede værket som udelukkende et dekorativt objekt og sagde, at "det er ikke udfordrende eller nyt. Det er et dekorativt objekt, der ikke er særligt godt udført".
Den performative natur i Hirsts værk blev senere adresseret i en udstilling på Tate Modern, "Pop Life: Art in a material world", som kritiker Bent Lewis fandt meget stødende: "museumsteksterne har mod til at påstå, at det grådighedsfyldte auktionssalg var et stykke performancekunst i sig selv. Det er det samme som da Stockhausen kaldte 9/11 et stykke kunst."